# Кућа Добрњчевих
Кућа Добрњчевих изграђена је 1895. године, на месту куће Арсенија Добрњца, која је представљала балкански тип градске куће заснован на оријенталним узорима. Кућа се састоји од две старе зграде у Пожаревцу које се налазе старом делу града, у Немањиној улици. Она представља једну од најстаријих наслеђених комуникација у граду. Припадала је војводи Петру Добрњцу (1771-1828), вођи устаника из пожаревачког краја у Првом српском устанку и заједно са Миленком Стојковићем и вождом Карађорђем учествовао у ослабађању Пожаревца од Турака. Представљају непокретна културна добра као споменици културе.
У овој кући је 1997. године основан Фонд Петар Добрњац. Касније је објекат променио име у Кућа Добрњчевих, по познатом војводи из Првог српског устанака, Петру Добрњцу (1771—1831). Када је Народном музеју у Пожаревцу на управљање додељен објекат 2002. године, у кући Добрњчевих постављена је изложба ,,Култура становања у Пожаревцу у XIX и првој половини XX века” – у оквиру које је приказан ентеријер српске куће која прати развој становања у Пожаревцу у 19. веку па све до почетка 20. века, како би се кроз архитектуру, етнолошке предмете, ликовну и примењену уметност сагледао живот пожаревачке грађанске куће из наведеног периода.

## Историја
Најзаслужнији за победу на Иванковцу, били су ресавски војвода Стеван Синђелић (1770-1809), његов кум Петар Тодоровић Добрњац (1771-1831) из Добрња и Петров побратим Миленко Стојковић (1769-1831) из Кличевца.
Након ове битке, као признање за храброст и победу, Петар је проглашен за војводу и за бимбашу. И поред све славе и заслужених почасти, он је због сукоба са Карађорђем протеран из земље 1809. године. Наредне се вратио у Србију, на интервенцију Русије. Међутим, 1811. године поново је протеран, да би 1831. умро у Русији од последица запаљења плућа.
Из Србије је отишао и Петров млађи брат, кнез Стеван Тодоровић Добрњац, како би избегао казну јер је, са Марком Абдулом, учествовао у неуспешној Абдулиној буни против кнеза Милоша Обреновића. Отишао је у Русију код брата Петра, где је и преминуо 1835. године. Бесан због подизања Абдулине буне, кнез Милош је у Добрњу запалио сву имовину браће Петра, Стевана и Николе Добрњца.
Петар Добрњац у Пожаревцу је имао две куће, у дворишту у Немањиној улици, које само ограда дели од куће Мирјане Марковић, удовице некадашњег председника Србије и Југославије, Слободана Милошевића.
Једна од тих кућа је срушена, а друга је обновљена и данас се у њој, познатој као Кућа Добрњчевих, налази изложбена поставка са оригиналним покућством.

## Музејска поставка
Музејска поставка у кући Добрњчевих кроз изложене артефакте приказује потискивање оријенталног начина живота од средине 19. века, кроз стару структуру породичних домова и њиховог начина опремања, који су постепено добијали европски изглед. Пошто није постојала домаћа производња, намештај је увежен из средње Европе, најчешће из Беча и Будимпеште.
Стилске особености експоната уклапају се у стилове историцизма, или „неостилове“ или намерно подражавање претходних уметничких епоха. Од средине 19. века, па све до појаве сецесије, у примењеној уметности носталгична веза за ранијим стиловима је била веома јака, те настају стилови израсли на темељу готике, ренесансе, барока, рококоа. У витринама су биле смештене породичне драгоцености, али и симболи друштвеног положаја.
Имућније породице наручују слике којим украшавају станове, најчешће репрезентативне портрете својих чланова. Осим слика, на зидовима висе и фотографије и друге породичне меморабилије. Често се качи оружје поштованих предака, који су се прославили у борбама. Тако, приватни простор у 19. веку добија и јавну намену са циљем да пружи одабране информације о власнику куће и члановима његове породице.

## „Горња кућа“
„Горња кућа“ тзв. мутвак (арап.- кухиња), имала је на северној страни трем који се завршавао уздигнутим доксатом, испод кога је формиран улаз у подрум. Била је грађена на темељима од опеке у бондручној конструкцији са сложеним кровом покривеним ћерамидом. У основи је доминирала централна просторија „кућа“ поред које су биле још две собе и магаза у коју се улазило споља. Димензије куће са доксатом биле су 14,17x6,55 метара.

## „Доња кућа“
„Доња кућа“ је приземна зграда грађена на темељима од опеке у бондручној конструкцији са четвороводним кровом покривеним ћерамидом. По типу основе и начину грађења припада нешто каснијој фази развоја у односу на кућу са доксатом. Првобитно је и она имала трем на северној страни, који је накнадно био зазидан, а затим је кући приликом рестаурације крајем 20. века враћен аутентичан изглед. У „Доњој кући“ је као реткост сачувана и осликана таваница од шашоваца. Димензије ове куће су 14,20x9,70 м.
Све до краја 20. века куће Петра Добрњца су биле последњи примерци градске архитектуре из времена пре Првог српског устанка у Пожаревцу. У последњој деценији 20. века једна од кућа је срушена, док је друга млађа обновљена. У обе куће био је сачуван аутентичан мобилијар који је данас презентован у обновљеној „Доњој кући“ где је смештена историјска поставка Музеја Пожаревац под називом Фонд Петра Добрњца.